# Sérgio de Castro Pinto
Sérgio de Castro Pinto (João Pessoa, 1947) é um poeta, jornalista e professor de literatura brasileira da Universidade Federal da Paraíba, onde defendeu dissertação de mestrado e tese de doutoramento sobre Manuel Bandeira e Mário Quintana, respectivamente. É, ainda, formado em Ciências Jurídicas e Sociais pela Faculdade de Direito da UFPB.
Além de Longe, Daqui, Aqui Mesmo: a poética de Mário Quintana e A Casa e Seus Arredores, livros de ensaio, publicou também Gestos Lúcidos, A Ilha na Ostra, Domicílio em Trânsito, O Cerco da Memória e Zôo Imaginário, todos de poesia.
Tem participado de antologias poéticas publicadas em Portugal e Espanha. Nos Estados Unidos, teve fragmentos do poema Camões/Lampião traduzidos por Fred Ellison, professor emérito da Universidade do Texas, incluídos na coletânea Camões' Feast, coordenada por Regina Vater.
No Brasil, participa de várias antologias, a exemplo de Os Cem Melhores Poetas Brasileiros do Século e Sincretismo: a Poesia da Geração de 60, organizadas, respectivamente, por José Nêumane Pinto e Pedro Lyra.
Em 1989, o poeta, crítico literário e professor Hildeberto Barbosa Filho publicou pelas Edições FUNESC o livro Sanhauá: uma Ponte para a Modernidade, originariamente tese de mestrado sobre o Grupo Sanhauá, movimento literário paraibano do qual Sérgio de Castro Pinto fez parte.
Foi sobre sua poesia a primeira tese de doutoramento defendida no Curso de Pós-Graduação em Letras da Universidade Federal da Paraíba, sob o título Signo e Imagem em Castro Pinto, de autoria do professor João Batista de Brito.
Detentor de vários prêmios de âmbito nacional, o mais recente deles, o Guilherme de Almeida, promovido pela União Brasileira de Escritores, cuja comissão julgadora considerou Zôo Imaginário o melhor livro de poesia lançado no ano de 2005. Ele também é um dos finalistas do Concurso Casa de Las Américas, em 1990, no gênero de poesia, patrocinado pelo governo cubano. Sob a editoria de Sérgio de Castro Pinto, o suplemento "Correio das Artes" recebeu o prêmio Melhor Divulgação Cultural, em 1981, outorgado pela Associação Paulista de Críticos de Artes.

## Obras
- Gestos lúcidos (1967)
- A ilha na ostra (1970)
- Domicílio em trânsito e outros poemas (1983)
- O cerco da memoria (1993)
- A quatro mãos: poemas (1996)
- Longe daqui, aqui mesmo : a poética de Mario Quintana (2000)
- Zôo imaginário (2005)
- O cristal dos verões : poemas escolhidos : 40 anos de poesia (1967-2007) (2007)
- A flor do gol (2014)
- O leitor que eu sou (2015)
- Folha corrida (2017)